# システム・ロケーション
システム・ロケーション株式会社（英: System Location Co.,Ltd.）は、平成4年7月創業の自動車関連事業者（オートリース会社、レンタカー会社、信販会社、自動車メーカー、自動車メーカー系ファイナンス会社、自動車ディーラー、銀行など）向けの各種業務支援を行う会社である。
本社所在地は東京都目黒区東山2丁目6-3（平成22年8月に移転）。東京証券取引所スタンダード市場上場（証券コード:2480）。

## 事業内容

### 自動車金融工学®
- 自動車の資産価値算出を高精度で実現し、価値算出を扱うソリューションを提供。

自動車取引情報を独自の手法で追跡、かつ科学的・中立的に分析し、自動車の資産価値算出を高精度で実現している。自動車資産を活用した金融スキーム構築に強い。車両データのクレンジング、残価設定支援システム（通称 RV Doctor2™）、現在価値算出システム（通称 PV Doctor™）などを提供している。

### ソリューション事業
- 自動車ファイナンス事業全般における「各種業務支援プラットフォーム」を提供。

車両再販業務支援システム（通称 しろくま）、オートリース営業支援ポータルサイト「シスろけっと」、車種カタログデータベース「車種DB」、新車販売支援サイト「CA Doctor」、

## 受賞履歴
- 2008年 サービス産業生産性協議会「第3回 ハイ・サービス日本300選 ハイ・サービス日本300選 」受賞。